# Carmona (Costa Rica)
Carmona è un distretto della Costa Rica, capoluogo del cantone di Nandayure, nella provincia di Guanacaste.